# James Kottak
James Kottak (født 26. december 1962 i Louisville, Kentucky, død 9. januar 2024) var en amerikansk trommeslager i det tyske rock-band Scorpions.